# Coordination des guérillas Simón Bolívar
La Coordination des guérillas Simón Bolívar (en espagnol : Coordinadora Guerrillera Simón Bolívar, abrégé CGSB) était un groupe qui cherchait à unifier l’action de plusieurs organisations guérilleras en Colombie de 1987 jusqu’au milieu des années 1990. Elle comprenait les Forces armées révolutionnaires de Colombie – Armée du peuple, l’Armée de libération nationale, l’Armée populaire de libération, le M-19, le Parti révolutionnaire des travailleurs et le Movimiento Armado Quintín Lame.
Après la démobilisation du M-19, du Quintín Lame, de l’EPL et du PRT en 1991, seules les FARC-EP, l’ELN et une faction de l’EPL sont restées dans la Coordinadora, jusqu’à ce qu’en 1994 chaque groupe décide de poursuivre la lutte armée séparément,.

## Histoire

### Antécédents
La première incarnation de la CGSB fut la Coordinadora Nacional Guerrillera (CNG), créée en 1985, dans le but de favoriser la coopération entre les organisations de guérilla et ainsi éviter la fragmentation de leurs luttes. Elles cherchaient à renforcer leur puissance pour atteindre leurs objectifs, alors que certaines factions commençaient à se démobiliser. À l’inverse, les organisations de guérilla se convoquaient entre elles, sans succès, à la recherche d’un plus grand pouvoir politico-militaire,.
Cette coordinadora a été fondée par des groupes comme le Comando Ricardo Franco Frente-Sur (expulsé en 1986), l’EPL, le M-19, le Movimiento Armado Quintín Lame, le PRT et l’Union camiliste – Armée de libération nationale, composée de la trilatérale ELN – Movimiento de Izquierda Revolucionaria – Patria Libre. Cette structure constituait une plateforme idéale pour le débat et la coopération autour de la réalisation d’objectifs militaires à grande échelle,.
Dès le départ, la coordinadora souhaitait établir un lien avec les FARC-EP afin de tirer parti de leur structure et de leur portée,.

### Fondation
La première réunion en tant que CGSB s’est tenue en septembre 1987, marquée par l’inclusion des FARC-EP, événement qui a motivé le changement de nom du collectif. L’organisation a établi un code d’honneur concernant le traitement de la population civile et défini des procédures pour résoudre les conflits entre les organisations rebelles, ce qui a porté ses fruits dans des régions comme le Santander, où les FARC-EP et l’ELN ont surmonté leurs différends territoriaux pour coopérer contre « l’impérialisme yankee et les forces de l’État »,,.
Du côté du gouvernement colombien, cette coordinadora fut perçue comme un recul dans le processus de démobilisation, qui avait connu une avancée importante à la fin des années 1980. Selon les forces de sécurité, la coordinadora aurait compté au moins 60 fronts et environ 30 000 guérilleros.

### Développement de la CGSB
En avril 1988 se tiendrait la II conférence du mouvement et en août de la même année une troisième réunion. En 1989, deux réunions eurent également lieu, une en février et une autre en avril, tandis qu’en 1990 se déroula le I Sommet des Commandants.
La III conférence eut lieu du 13 au 16 octobre 1988, où les thèmes abordés furent la situation économique et politique du pays, le paramilitarisme croissant , et les problèmes liés au narcotrafic, les négociations pour la libération des prisonniers politiques, l’unification entre les guérillas et leur soutien à la lutte populaire en Colombie et en Amérique Latine.
Dans les premières années suivant sa création, la CGSB n’excluait pas la possibilité d’un accord de paix et de trouver une solution pacifique au conflit, seulement si ses revendications et celles de la population étaient prises en compte,. Pendant cette étape, le groupe dénonça que le gouvernement était celui qui n’avait pas l’intention de mettre fin au conflit de manière pacifique.

### Décennie 1990
En septembre 1990 eut lieu le Premier Sommet des Commandants “Jacobo Arenas”, où la coordinatrice restait ouverte à un rapprochement pour un dialogue, mais ne rejetait pas une issue armée au conflit. Durant cette décennie, la coordinatrice adopta une position plus conforme aux « idées et attitudes politiques, philosophiques et religieuses de la population », tout en respectant l’autonomie de la population indigène colombienne.
Le 28 avril, la CGSB mena une prise de localité contre le hameau de La Victoria, dans la juridiction de Sardinata, en Norte de Santander, laissant deux policiers blessés et détruisant le poste de police, le bureau de la compagnie nationale des télécommunications (Telecom), la Caja Agraria et le centre de santé.

#### Dialogues de paix
Le 30 avril 1991, des membres de la CGSB prirent sans usage de la force l’ambassade du Venezuela à Bogotá, afin d’inciter les autorités colombiennes à initier un dialogue pacifique (en impliquant le gouvernement et la Conférence épiscopale colombienne). Lors de cette "prise", les guérilleros demandèrent l’asile diplomatique au gouvernement vénézuélien,,,.
Finalement, le 17 mai 1991, l’État colombien et la CGSB convinrent d’entamer des négociations dans la ville de Caracas, qui se poursuivirent jusqu’au 4 juin de la même année,. Les discussions entre les guérillas de la CGSB et le gouvernement de César Gaviria débutèrent en juin 1991 à Caracas, avec deux rencontres cette année-là. Les dialogues furent ensuite déplacés vers le Centre Vacacional La Trinidad à Tlaxcala, au Mexique, en raison de la Tentatives de coup d'État de 1992 au Venezuela, interrompant momentanément les discussions,,. Dans ce contexte, la CGSB présenta au gouvernement un document contenant douze propositions pour construire la paix,. L’une de leurs préoccupations majeures était la montée de l’alliance entre paramilitarisme et narcotrafic. Malgré les avancées réalisées par les négociations, il y eut des attaques armées des deux côtés, comme celle menée à Villavicencio, qui a fait 9 policiers antinarcotiques morts, une embuscade à Santander a fait 6 officiers morts, et enfin une attaque contre un oléoduc qui a causé la mort de deux mineurs et deux blessés,.
Le 20 mai 1992, la coordinatrice a réalisé la prise guerrillère de El Carmen, Norte de Santander et a détruit le poste de police et le siège de la Caja Agraria. Dans cet attentat, un sous-officier est mort, deux agents ont été blessés et un est porté disparu.
Le 20 novembre, un groupe d’intellectuels colombiens écrivit à la CGSB pour leur proposer leur démobilisation et entamer des dialogues de paix en raison de la perte de légitimité de leurs luttes armées, auxquels la CGSB répondit le 2 décembre que le manque de paix venait du gouvernement et que tant la société que le gouvernement devaient continuer à chercher des voies de paix.
Déjà en juin 1991, on observait de légers progrès dans les accords.
Le 18 juin 1994, des membres de l’UC-ELN et du Bloc Populaire Milicien (appartenant à la CGSB) attaquèrent neuf succursales bancaires et financières de Medellín, blessant une mineure et causant des dégâts de plus de 150 millions de pesos. Ce n’est que le 26 juillet que des membres de la CGSB attaquèrent une base militaire dans le corregimiento Puerto Valdivia, au nord de Antioquia, blessant un soldat et bloquant la route vers la Costa Caribe pendant plus de dix heures.

### Dissolution
La CGSB se dissoudrait à la fin de l’année, en raison des disputes entre l’ELN et les FARC-EP. Avant cela, le 30 septembre de la même année, les accords entre les guérillas impliquées et l’État colombien furent suspendus, en réponse à l’attentat subi par Aurelio Iragorri Hormaza, où cinq personnes moururent,.

### Héritage et tentatives de refondation
En 2015, il fut proposé de reconstituer cette Coordinatrice en faveur des dialogues avec le gouvernement, ce qui ne se concrétisa pas, et les FARC-EP se démobilisèrent en 2016, ne laissant que l’ELN comme groupe armé actif,,.

Membres de la Coordination des guérillas Simón Bolívar
Movimiento Armado Quintín Lame (1984-1991)
Armée de libération nationale (1964-actuellement)
Movimiento 19 de Abril (1974-1990)
Forces armées révolutionnaires de Colombie – Armée du peuple (1964-2016)
Armée populaire de libération (1967-1991)
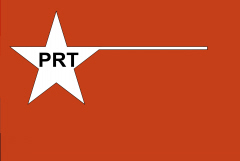
Parti révolutionnaire des travailleurs de Colombie (1982-1991)